# Великое славословие
Вели́кое славосло́вие (греч. Ἡ μεγάλη δοξολογία) — в православном богослужении молитвенное песнопение, основанное на ангельской песне, пропетой при благовестии пастухам о Рождении Иисуса Христа:

Слава в вышних Богу, и на земле мир, в человеках благоволение!
— Лук. 2:14

## Текст
Полный текст великого славословия находится в Часослове (в конце последования утрени) и в Ирмологии:
- Отверзаются царские врата, и священник, стоя перед престолом, воздевает руки вверх и возглашает:

Сла́ва Тебе́, показа́вшему нам Свет.
- И поём славословие великое:

Сла́ва в Вы́шних Бо́гу, / и на земли́ мир, / в челове́цех благоволе́ние. / Хва́лим Тя, благослови́м Тя, / кла́няем Ти ся, славосло́вим Тя, благодари́м Тя / вели́кия ра́ди сла́вы Твоея́. / Го́споди, Царю́ Небе́сный, Бо́же О́тче Вседержи́телю. / Го́споди, Сы́не Едино́родный, Иису́се Христе́, и Святы́й Ду́ше. / Го́споди Бо́же, А́гнче Бо́жий, Сы́не Оте́чь, / взе́мляй грех ми́ра, поми́луй нас. / Взе́мляй грехи́ ми́ра, приими́ моли́тву на́шу. / Седя́й одесну́ю Отца́, поми́луй нас. /
Я́ко Ты еси́ Еди́н Свят, / Ты еси́ Еди́н Госпо́дь, Иису́с Христо́с, в Сла́ву Бо́га Отца́, ами́нь.
На всяк день благословлю́ Тя и восхвалю́ И́мя Твое́ во ве́ки и в век ве́ка.
Сподо́би, Го́споди, в день сей без греха́ сохрани́тися нам. / Благослове́н еси́, Го́споди, Бо́же оте́ц на́ших, / и хва́льно, и просла́влено И́мя Твое́ во ве́ки, ами́нь.
Бу́ди, Го́споди, ми́лость Твоя́ на нас, я́коже упова́хом на Тя.
Благослове́н еси́, Го́споди, научи́ мя оправда́нием Твои́м.
Благослове́н еси́, Го́споди, научи́ мя оправда́нием Твои́м.
Благослове́н еси́, Го́споди, научи́ мя оправда́нием Твои́м.
Го́споди, прибе́жище был еси́ нам в род и род. / Аз рех: Го́споди, поми́луй мя, исцели́ ду́шу мою́, я́ко согреши́х Тебе́. / Го́споди, к Тебе́ прибего́х, научи́ мя твори́ти во́лю Твою́, я́ко Ты еси́ Бог мой, / я́ко у тебе́ Исто́чник Живота́, / во Све́те Твое́м у́зрим Свет. / Проба́ви ми́лость Твою́ ве́дущим Тя.
Святы́й Бо́же, Святы́й Кре́пкий, Святы́й Безсме́ртный, поми́луй нас.
Святы́й Бо́же, Святы́й Кре́пкий, Святы́й Безсме́ртный, поми́луй нас.
Святы́й Бо́же, Святы́й Кре́пкий, Святы́й Безсме́ртный, поми́луй нас.
Сла́ва Отцу́ и Сы́ну и Свято́му Ду́ху, и ны́не и при́сно и во ве́ки веко́в, ами́нь.
Святы́й Безсме́ртный, поми́луй нас.

Святы́й Бо́же, Святы́й Кре́пкий, Святы́й Безсме́ртный, поми́луй нас.
- И тотчас поётся тропарь праздника [и богородичен].

Ἱερεύς: Δόξα σοι τῷ δείξαντι τὸ φῶς.
Χορός: Δόξα ἐν ὑψίστοις Θεῷ, καὶ ἐπὶ γῆς εἰρήνη, ἐν ἀνθρώποις εὐδοκία. Ὑμνοῦμέν σε, εὐλογοῦμέν σε, προσκυνοῦμέν σε, δοξολογοῦμέν σε, εὐχαριστοῦμέν σοι, διὰ τὴν μεγάλην σου δόξαν. Κύριε, Βασιλεῦ, ἐπουράνιε Θεέ, Πάτερ παντοκράτορ· Κύριε Υἱὲ μονογενές, Ἰησοῦ Χριστέ, καὶ Ἅγιον Πνεῦμα. Κύριε ὁ Θεός, ὁ ἀμνὸς τοῦ Θεοῦ, ὁ Υἱὸς τοῦ Πατρός, ὁ αἴρων τὴν ἁμαρτίαν τοῦ κόσμου, ἐλέησον ἡμᾶς, ὁ αἴρων τὰς ἁμαρτίας τοῦ κόσμου. Πρόσδεξαι τὴν δέησιν ἡμῶν, ὁ καθήμενος ἐν δεξιᾷ τοῦ Πατρός, καὶ ἐλέησον ἡμᾶς. Ὅτι σὺ εἶ μόνος Ἅγιος, σὺ εἶ μόνος Κύριος, Ἰησοῦς Χριστός, εἰς δόξαν Θεοῦ Πατρός. Ἀμήν.
Καθ’ ἑκάστην ἡμέραν εὐλογήσω σε, καὶ αἰνέσω τὸ ὄνομά σου εἰς τὸν αἰῶνα, καὶ εἰς τὸν αἰῶνα τοῦ αἰῶνος.
Καταξίωσον, Κύριε, ἐν τῇ ἡμέρᾳ ταύτῃ, ἀναμαρτήτους φυλαχθῆναι ἡμᾶς.
Εὐλογητὸς εἶ, Κύριε, ὁ Θεὸς τῶν Πατέρων ἡμῶν, καὶ αἰνετὸν καὶ δεδοξασμένον τὸ ὄνομά σου εἰς τοὺς αἰῶνας. Ἀμήν.
Γένοιτο, Κύριε, τὸ ἔλεός σου ἐφ’ ἡμᾶς, καθάπερ ἠλπίσαμεν ἐπὶ σέ.
Εὐλογητὸς εἶ, Κύριε· δίδαξόν με τὰ δικαιώματά σου (ἐκ γ´).
Κύριε, καταφυγὴ ἐγενήθης ἡμῖν, ἐν γενεᾷ καὶ γενεᾷ. Ἐγὼ εἶπα· Κύριε, ἐλέησόν με· ἴασαι τὴν ψυχήν μου, ὅτι ἥμαρτόν σοι.
Κύριε, πρὸς σὲ κατέφυγον· δίδαξόν με τοῦ ποιεῖν τὸ θέλημά σου, ὅτι σὺ εἶ ὁ Θεός μου.
Ὅτι παρὰ σοὶ πηγὴ ζωῆς· ἐν τῷ φωτί σου ὀψόμεθα φῶς.
Παράτεινον τὸ ἔλεός σου τοῖς γινώσκουσί σε.
Ἅγιος ὁ Θεός, Ἅγιος Ἰσχυρός, Ἅγιος Ἀθάνατος, ἐλέησον ἡμᾶς (τρίς).
Δόξα... Καὶ νῦν...
Ἅγιος Ἀθάνατος, ἐλέησον ἡμᾶς.

## Происхождение
Великое славословие присутствует в составе древних восточных литургий (например, литургии Фаддея и Мария). В литургии Апостольских постановлений (конец IV века) приводится ранний текст славословия, включенный в состав утрени. В чине литургии апостола Петра часть великого славословия «Агнче Божий, вземляй грех мира, помилуй нас» используется в качестве причастного стиха. Об употреблении на утрене песни «Слава в вышних Богу» упоминает псевдо-Афанасий в своём сочинении «О девстве».
В Католической церкви великому славословию соответствует гимн Gloria in excelsis Deo.

## Состав
Великое славословие состоит из двух частей. Первая часть, особо торжественная и радостная, начинается словами из Евангелия от Луки «Сла́ва в вы́шних Бо́гу, и на земли́ мир, в челове́цех благоволе́ние» (Лк. 2:14), которые предваряются возгласом священника «сла́ва Тебе́, показа́вшему нам свет» (восходит к временам раннего христианства и символизирует утреннюю зарю). Далее следует просительное обращение ко всем лицам Святой Троицы и краткое торжественное исповедание Христа, аналогичное совершаемому на литургии перед приобщением Святых Даров «яко Ты еси́ Еди́н Свят; Ты еси́ Еди́н Госпо́дь, Иису́с Христо́с, в сла́ву Бо́га Отца́, ами́нь». Вторая часть менее радостная и является составной, состоит из различных библейских стихов (например, Пс. 144:2, Пс. 118:12; Дан. 3:25). Эта часть уже исполнена покаянной скорбью и прошением очищения от грехов. Каждое из её молитвенных и хвалебных восклицаний, по мнению М. Н. Скабаллановича, «слишком полно, законченно само в себе, чтобы ещё нужно было продолжение или восполнение его».

## Уставные особенности, касающиеся великого славословия

### Случаи использования великого славословия
Великое славословие поётся на праздничных бденных, полиелейных и славословных богослужениях. Малые (без полиелея) праздничные богослужения с пением великого славословия в православных месяцесловах помечаются отличительным знаком:  — красные скобка с тремя точками внутри. Однако славосло́вные службы отданий Пасхи, двунадесятых праздников и Преполовения не помечаются этим знаком. Другие славословные праздники:
- Господские: *Начало индикта (церковный новый год) 1 (14) сентября, память обновлений Храма Гроба Господня 13 (26) сентября, Происхождение честных древ Животворящего Креста 1 (14) августа, перенесение Нерукотворенного образа 16 (29) августа, Лазарева суббота, Великая суббота, Преполовение, Духов день.
- Богородичные: Зачатие праведной Анной Пресвятой Богородицы 9 (22) декабря, Собор Пресвятой Богородицы 26 декабря (8 января), Собор архистратига Гавриила 26 марта (8 апреля), Положение ризы Богородицы во Влахерне 2 (15) июля, Успение Анны матери Пресвятой богородицы 25 июля (7 августа), Суббота Акафиста.
- Памяти святых: Иоанна Новгородского 7 (20) сентября, Иосифа Волоцкого 9 (22) сентября, князя Феодора Смоленского 19 сентября (2 октября), князя Михаила и болярина Феодора 20 сентября (3 октября), зачатие Иоанна Крестителя 23 сентября (6 октября), Савватия Соловецкого и ***митрополита Петра Крутицкого 27 сентября (10 октября), Григория Пельшемского 30 сентября (13 октября), Саввы Вишерского 1 (14) октября, Гурия Казанского 4 (17) октября, **святителей Московских 5 (18) октября, апостола Иакова брата Божия 23 октября (5 ноября), Арсения Сербского и мученицы Параскевы 28 октября (10 ноября), ****Авраамия Ростовского 29 октября (11 ноября), Ионы Новгородского 5 (18) ноября, Варлаама Хутынского 6 (19) ноября и в первую пятницу Петрова поста, *****блаженного Максима Московского 11 (24) ноября, Никона Радонежского 17 (30) ноября, Варлаама и Иоасафа Индийских 19 ноября (2 декабря), **Александра Невского 23 ноября (6 декабря), ***Филарет Милостивый 1 (14) декабря, Саввы Звенигородского 3 (16) декабря, Нила Столобенского 7 (20) декабря и 27 мая (9 июня), ***Симеона Верхотурского 18 (31) декабря, Собор Иоанна Предтечи 7 (20) января, Саввы Сербского 12 (25) января, Никиты Новгородского 31 января (13 февраля), Димитрия Прилуцкого 11 (24) февраля, Арсения Тверского 2 (15) марта, Евфимия Новгородского 11 (24) марта, Макария Калязинского 17 (30) марта, Евфимия Суздальского 1 (14) апреля, Зосимы Соловецкого 17 (30) апреля, Стефана Пермского 26 апреля (9 мая), **Пафнутия Боровского 1 (14) мая, Исаии Ростовского и **Царевича Димитрия 15 (28) мая, Ефрема Перекомского 16 (29) мая, Корнилия Комельского 19 мая (1 июня), **Алексия Киевского 20 мая (2 июня), князя Константина Муромского 21 мая (3 июня), Леонтия Ростовского 23 мая (5 июня), Никиты Переяславского 24 мая (6 июня), Кирилла Белоезерского 9 (22) июня, ***Тихона Луховского 16 (29) июня, князей Петра и Февронии 25 июня (8 июля) и в воскресенье перед 6 (19) сентября, *Собор двенадцати апостолов 30 июня (13 июля), **Сергия Радонежского и ***преподобномученицы Елизаветы 5 (18) июля, ***Евфросинии Московской 7 (20) июля, **Антония Печерского 10 (23) июля, Макария Желтоводского 25 июля (7 августа), ***Моисея Угрина 26 июля (8 августа), ***Вениамина Петроградского 31 июля (13 августа), Василия Блаженного 2 (15) августа, Антония Римлянина 3 (16) августа, Авраамия Смоленского 21 августа (3 сентября), митрополита Петра Киевского 24 августа (6 сентября), ***Собор преподобных отцов Киево-Печерских, в Дальних пещерах почивающих 28 августа (10 сентября), Александра Свирского 30 августа (12 сентября), Собор всех преподобных в субботу сырной седмицы.

*В Типиконе помечается как полиелей — , но в современной приходской практике совершается славословная служба.
**В Русской православной церкви этим святым обычно совершается полиелей.
***В нынешний Типикон ещё не внесены памяти этих святых.
****Обычно совершается вседневное богослужение без праздничного знака.
*****В Типиконе помечен «службой на 6» — .
Великое славословие отсутствует:
1. в заупокойных аллилуйных службах;
2. в будничных и в шестеричных богослужениях, а также, если праздники попали на будничные дни с понедельника по пятницу Великого поста[4], когда вместо пения хором великого славословия, на утрени одним чтецом произносится вседневное славословие, которое почти так же читается и на повечериях;
3. в Пасху и всю Светлую седмицу, несмотря на максимальную торжественность богослужения, великое славословие (как и полиелей) не совершается, за исключением случаев, если в эти дни случится Благовещение 25 марта (7 апреля), память великомученика Георгия Победоносца 23 апреля (6 мая) или престольный праздник.

### Порядок славословного богослужения
При совершении славосло́вных служб обычно:
- На «Го́споди воззва́х…» (вечерня) поётся 6 стихир только праздника или празднуемому «славосло́вному» святому (обычно каждая из имеющихся в Минее (или Триоди цветной) трёх стихир поётся по дважды. На «И ны́не…» — воскресный догматик по гласу стихиры на «Сла́ва…», в субботу — догматик уходящего гласа;
- На стиховнах вечерни поются 3 стихиры праздника со своими запевами-«стихами». На «И ны́не…» поётся стиховный богородичен (в некоторых случаях из праздничного 1-го приложения Минеи, но в некоторых — из вседневного 2-го) по гласу стихиры «Славы»;
- В конце вечерни после тропаря святому поётся богородичен праздничного (3-го) приложения по гласу тропаря. Этот же богородичен поётся ещё два раза: в начале и в конце утрени после пения тропаря праздника. Если праздник Господский или Богородичный, то после тропаря праздника нет богородична;
- В малом повечерии по Трисвятом — кондак праздника;
- Полунощница — вседневная;
- Две кафизмы по Уставу (если славословие совершается в период зимнего расписания [стихословия Псалтири], то третья кафизма переносится на вечерню грядущего дня[5]. Седальны по кафизмам с богородичными — из Минеи;
- Каждая песнь канона Утрени состоит из: ирмоса, трёх тропарей первого канона Октоиха, четырёх тропарей второго канона Октоиха, пяти (если тропарей в Минее меньше, то чтец первые (или все) тропари произносит по два раза) тропарей празднуемому святому и богородична. Однако в случае Богородичных праздников и отданий двунадесятых праздников, Октоих не используется, и все 14 тропарей в каждой песни канона — праздничные. Праздничная катавасию клирос поёт после каждой песни канона. В субботу в храме святого канон храма уже не читается;
- Светилен святому (дважды), «Сла́ва… и ны́не…», богородичен;
- 4 стихиры святому на «Хвали́те…», ещё одна поётся на «Сла́ва…». На «И ны́не…» поётся стиховный богородичен из праздничного 1-го приложения по гласу стихиры «Славы»;
- Поётся великое славословие. В богослужебной практике укоренился обычай на Великом славословии открывать Царские врата, а священнику облачаться в фелонь[6], подчёркивая праздничное окончание утрени, но отпуст бывает и вседневным;
- Тропарь и кондак праздника на каждом часе;
- На «Блаже́ни…» — 4 тропаря третьей песни канона праздника и 4 тропаря — шестой;
- По входе с Евангелием тропари и кондаки поются по вседневной очерёдности, только на «Сла́ва…» поётся кондак праздника, а не «Со святы́ми упоко́й…»;
- Прокимен, аллилуиарий и причастен — дня седмицы и праздника;
- Апостол и Евангелие — рядовые (очередные зачала, отсчитываемые от Пасхи) и праздника.

### Особые совершения славословия
Если богослужение возглавляет архиерей, то он в начале пения великого славословия выходит из алтаря через царские врата на амвон и осеняет молящихся трикирием и дикирием на четыре стороны.
На всенощном бдении накануне Крестопоклонной (3-й) Недели Великого поста, Происхождения честных древ Креста Господня 1 (14) августа и Воздвижения Креста Господня 14 (27) сентября перед Великим славословием настоятель надевает полное облачение (как на литургии), а при пении Трисвятого совершает вынос Креста.
На утрене Великой Субботы (служится вечером в Великую Пятницу) предстоятель надевает на себя полное облачение, и перед славословием священники из алтаря выходят на середину храма к плащанице, а при пении Трисвятого берут плащаницу и начинают чин погребения Спасителя — крестный ход с плащаницей вокруг храма. То же самое совершается и при чине погребения Божией Матери (может совершаться в любой день попразднства Успения).

## Музыкальные варианты
Как и множество других церковных песнопений, великое славословие в настоящее время имеет разные мелодии:
- Знаменный распев[8];
- Обиходный;
- Киево-Печерский[9];
- Киевский[10];
- Феофановское[11];
- и другие.